# Roc (heràldica)
El roc, en heràldica, és una representació estilitzada de la torre dels escacs, anomenada antigament roc. Per la seva forma geomètrica, tan aviat se'l considera un moble com una figura. És molt emprat i, per ignorància del seu significat, ha acabat essent representat de formes molt diverses, fins i tot com una torre o un castell. Convencionalment se sol representar com un cos trapezoidal coronat amb dues banyes més o menys punxegudes o arrodonides, segons els casos.

Escut amb un roc d'or
Escut de Tavertet, amb un roc d'argent
Escut de la Roca del Vallès, amb un roc d'or
Escut amb un roc de sable
Escut amb un roc d'argent
Armes dels Rocabertí: De gules, tres pals d'or carregats cada un de tres rocs d'atzur